# 전(傳) 고종갓
전고종갓(傳高宗-)은 대한제국 고종이 쓰던 것으로 전해지는 갓이다. 갓은 조선시대 사대부의 대표적인 관모로 흑립(黑笠)이라고도 하며 햇빛ㆍ눈ㆍ비를 피하는 역할보다 사회적 신분을 나타냈다. 갓의 형태는 시대에 따라 변화하였는데, 갓 모양은 대부분이 양태(凉太)의 좁고 넓음과 대우의 높고 낮은 차이에 따라 달랐다.
갓은 고려말에서 조선 초에 걸쳐 패랭이ㆍ초립(草笠)의 단계를 거쳐 흑립으로 발전하였다. 1894년의 단발령 이후에도 갓은 계속 사용되었고, 1895년에는 천인층에게도 갓의 사용을 허락하여 의관제도에 의한 귀천의 차별이 사라지게 되었다. 성종 때 갓 모양이 대우가 둥글고 양태가 넓었으며, 연산군 초기에는 대우의 위는 좁고 아래는 넓은 원통형에 가까웠고 말기에 대우가 낮고 양태가 넓은 새로운 모양이 되었다. 인조ㆍ효종ㆍ정조ㆍ순조 때 대우가 높고 양태가 매우 넓어 어깨를 덮었다. 고종 때 흥선대원군이 양태를 좁은 갓으로 개량하여 현재에 이르렀다.
세종대학교 박물관에 소장되어 있는 흑립은 고종황제가 착용하였다고 전해지며, 그 기법이 정교하여 진사립(眞絲笠)으로 보인다. 흑립에는 재료와 정교함에 따라 여러 가지 등급이 있는데 이 진사립은 극상품이다.
진사립은 머리카락보다 더 가는 죽사(竹絲)를 재료로 하여 대우와 양태를 네 겹으로 엮고 그 위에 중국산 촉사를 한 올 한 올 입혀 옻칠을 했다. 이는 왕이나 귀인이 착용하는 것으로 왕이 쓰는 어립(御笠)에는 대우 하단에 당사(唐絲)를 물들여 꼰 홍사를 돌리는데 이것으로 신분을 구별하기도 했다.
전 고종갓의 특징은 모정(帽頂)의 정부분과 운각 부분에 박쥐문과 운문이 섞여서 나타나 있는 것으로, 이는 왕의 신분을 알려주는 것이라고 한다. 모정의 정부분에 있는 박쥐무늬는 네 마리 모두 날개를 활짝 펴고 중앙을 향하고 있으며 그 중앙에는 네 개의 운문이 조합되어 있다. 무늬는 전체적으로 큰 편이어서 모정의 정부분을 거의 채우고 있는데 무늬는 죽사로 짠것이다. 모정의 운각 부분에 들어가 있는 박쥐무늬는 정 부분의 것보다 훨씬 작은 것으로 주의하여 보지 않으면 눈에 띄지 않으며 날개를 활짝 펴고 위를 향한 모습이다. 이 갓에는 갓끈으로 밀화를 실에 꿰어 달아 놓았는데, 원형과 긴 육각형을 교대로 끼웠으며 중앙에는 큰 원형의 밀화 덩어리를 배치한 밀화 갓끈이다.